# جرة ميان (وحدتية)
جرة ميان (بالفارسية: جره میان) هي قرية تقع في إيران في قسم وحدتية الريفي. يقدر عدد سكانها بـ 149 نسمة بحسب إحصاء 2016.